# Zebra de Grévy
La zebra de Grévyi (Equus grevyi) és l'espècie més grossa de zebra. En estat salvatge, viu a Kenya i Etiòpia. En comparació amb altres zebres, és més gran, té orelles més grans i té les ratlles més estretes. L'espècie fou anomenada en honor de Jules Grévy, president de França en 1882. En certes regions de Kenya conviu amb zebres comunes.